# Ego Nwodim
Ego Nwodim, née le 10 mars 1988 à Baltimore (Maryland), est une actrice américaine. Elle est membre du Saturday Night Live, rejoignant la 44e saison en 2018.         

## Biographie

### Jeunesse
Ego Nwodim est né le 10 mars 1988. Elle est nigériane américaine, d'origine Igbo. Son cousin est le footballeur anglais Eberechi Eze qui joue pour le club de Premier League Crystal Palace et pour l'équipe nationale de football d'Angleterre.

## Filmographie

### Cinéma
- 2017 : Kronos : Le Soulèvement des machines : une assistante
- 2017 : 5th Passenger (de) : Dr. Stephan
- 2018 : It's A Party (en) : April London
- 2020 : Magic Camp : une volontaire
- 2020 : The Broken Hearts Gallery (en) : Harvard
- 2022 : Enzo le Croco (Lyle, Lyle, Crocodile) de Josh Gordon et Will Speck : Carol

### Télévision

#### Séries télévisées
- 2012 : The Unwritten Rules : Nicole
- 2015–2016 : Adam Ruins Everything : Naomi / une prof (2 épisodes)
- 2015–2016 : CollegeHumor Originals : métisse (2 épisodes)
- 2016 : Almost Asian : Britney
- 2016 : Boondoggle : Lynanne
- 2016 : Mother Mary : une reporter
- 2016 : Broken : Carmen
- 2016 : UCB Comedy Originals : Dr. Rubin
- 2016 : Galactic War Room : Ayla (6 épisodes)
- 2016–2017 : Agent K.C. : Agent McKenzie (2 épisodes)
- 2017 : Drive Share : une mère / une passagère (2 épisodes)
- 2017 : 30 and Booked : Natasha
- 2017 : Liv et Maddie : Mme Karsch (2 épisodes)
- 2017 : 2 Broke Girls : Jillian[4]
- 2017 : Conan : une guerrière Amazon
- 2017 : Real Rob : Billy Alderman
- 2017 : Law and Order True Crime : Lynn (3 épisodes)
- 2017 : Dirtbags : la femme célibataire
- 2018 : Dell : Tales of Transformation
- 2018 : Living Biblically : Tracy
- 2018 : Platonic : une serveuse
- 2019 : The Real Bros of Simi Valley : Brenda (3 épisodes)
- 2020 : Shrill : Abby
- 2020 : Brockmire : Liz
- 2020 : The Shivering Truth
- 2021 : Love Life : Ola Adebayo[5]

#### Émissions télévisées
- 2016–2017 : The Elite Daily Show : Sally / Elle-même / Maman
- depuis 2018 : Saturday Night Live : personnages divers[6]